# Buxton (Derbyshire)

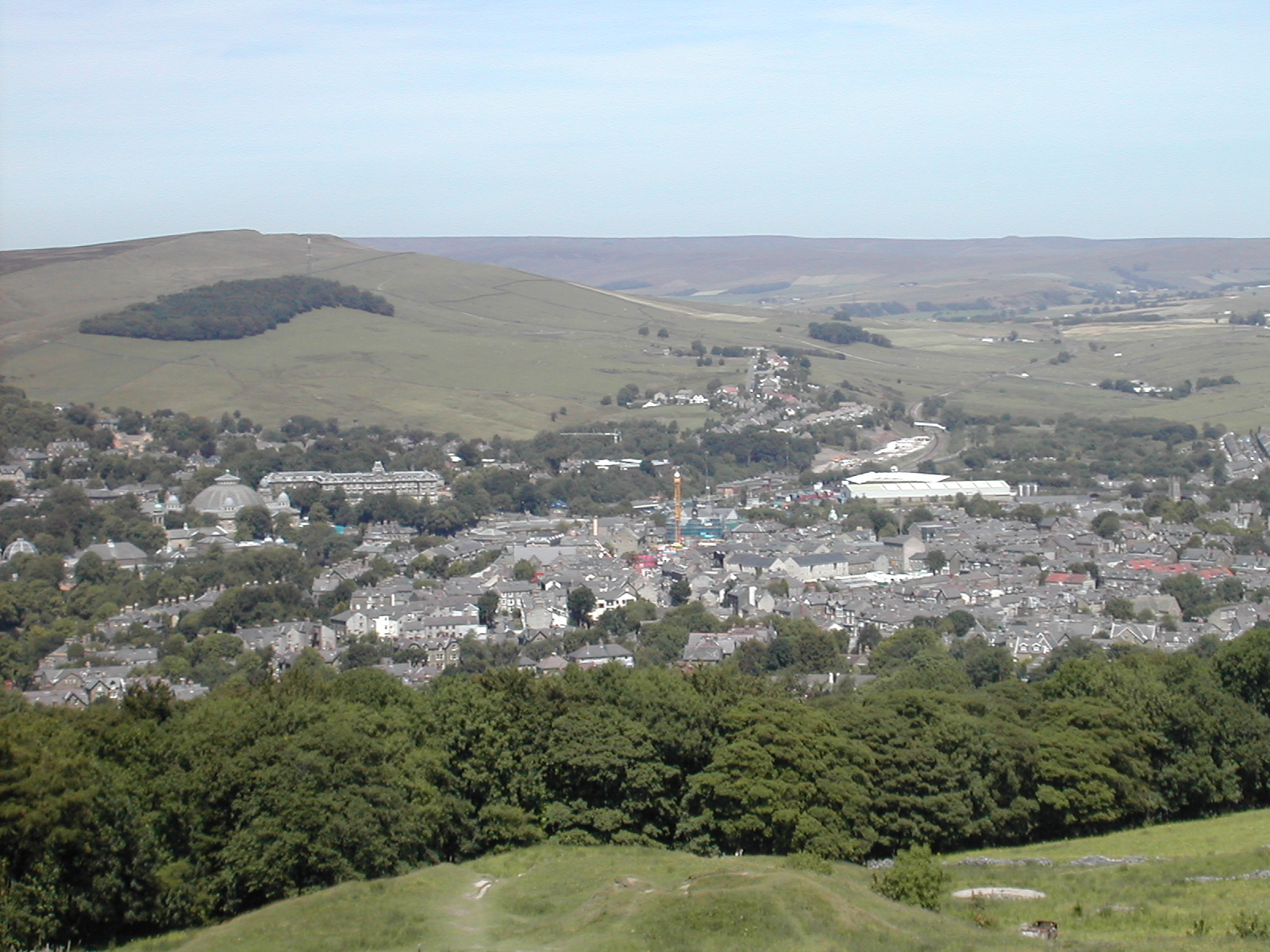
Vista de Buxton

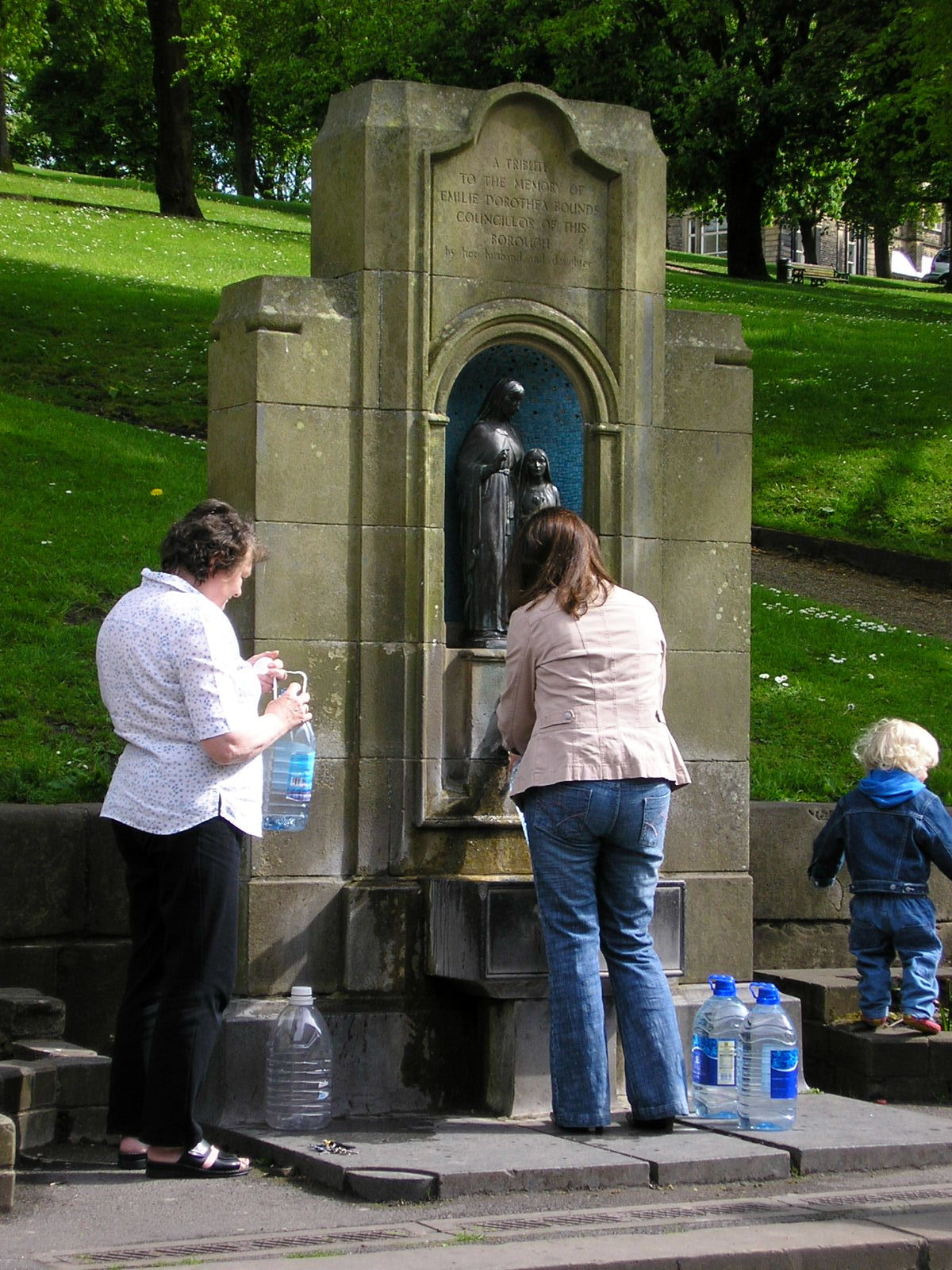
Pessoas enchendo garrafas com água minreal

Buxton é uma cidade e estância termal do Condado de Derbyshire, na Inglaterra.
Possui termas de águas minerais e grutas com estalactites. A Buxton Mineral Water Company (de propriedade da Nestle) é uma das empresas que extraem e engarrafam a água mineral na cidade.

## Famosos nascidos em Buxton
- Elizabeth Spriggs (1929–2008), atriz
- Robert Stevenson (1905–1986), diretor de muitos filmes da Disney, entre eles Mary Poppins